# Headlines!
Headlines! – pierwszy minialbum brytyjsko-irlandzki girlsbandu The Saturdays. Album został wydany 13 sierpnia 2010 roku nakładem wytwórni Fascination Records. Krążek zadebiutował na trzecim miejscu UK Albums Chart oraz na dziesiątej pozycji Irish Albums Chart stając się najwyżej notowanym albumem ze wszystkich, które dotąd zostały wydane przez zespół. Minialbum promowały dwa single, "Missing You" oraz "Higher" w którym gościnnie wystąpił raper Flo Rida.

## Lista utworów
| Nr. | Tytuł piosenki                 | Autor i współtwórcy tekstu piosenki                 | Producent/Producenci                                                                 | Czas |
| --- | ------------------------------ | --------------------------------------------------- | ------------------------------------------------------------------------------------ | ---- |
| 1.  | "Missing You"                  | Lukas Hilbert, Alexander Kronlund                   | Hilbert, James F Reynolds (add.)                                                     | 3:41 |
| 2.  | "Ego"                          | Steve Mac, Ina Wroldsen                             | Mac                                                                                  | 2:59 |
| 3.  | "Higher"                       | Arnthor Birgisson, Wroldsen                         | Arnthor Birgisson                                                                    | 3:27 |
| 4.  | "Forever Is Over" (Radio Edit) | Samuel Watters, Louis Biancaniello, James Bourne    | Biancaniello, Watters                                                                | 3:22 |
| 5.  | "Died in Your Eyes"            | Pamela Sheyne, Rune Westberg, Dean Inflo 1st Josiah | Charlie Holmes, Inflo 1st (vocal)                                                    | 4:01 |
| 6.  | "Karma"                        | Mac, Wroldsen                                       | Mac                                                                                  | 3:40 |
| 7.  | "Puppet"                       | Brittany Burton, Griffin Boice, Claudia Mills       | Boice, Chris Young (vocal)                                                           | 3:42 |
| 8.  | "One Shot" (Starsmith Mix)     | Wroldsen, Per Magnusson, David Kreuger              | Magnusson, Kreuger, Starsmith (add.), Jeremy Wheatley (add.), Brio Taliaferro (add.) | 3:31 |

## Notowania i certyfikaty
| Charts (2010)           | Peak position |
| ----------------------- | ------------- |
| European Top 100 Albums | 10            |
| Irish Albums Chart      | 10            |
| Scottish Albums Chart   | 4             |
| UK Albums Chart         | 3             |

| Kraj            | Nadający | Certyfikat |
| --------------- | -------- | ---------- |
| Wielka Brytania | BPI      | Złoto      |

## Historia wydania
| Kraj            | Data             | Format               | Wytwórnia            | Edycja      |
| --------------- | ---------------- | -------------------- | -------------------- | ----------- |
| Irlandia        | 13 sierpnia 2010 | Digital download     | Polydor, Fascination | Standardowa |
| Wielka Brytania | 16 sierpnia 2010 | CD, Digital download | Polydor, Fascination | Standardowa |
| Wielka Brytania | 8 listopada 2010 | CD, Digital download | Polydor, Fascination | Reedycja    |